# ИЖ-54
ИЖ-54 — советское двуствольное охотничье ружьё, предназначенное для всех видов охоты.

## История
ИЖ-54 было разработано в 1951—1954 годы на основе конструкции ранее выпускавшегося Ижевским механическим заводом двуствольного ружья ИЖ-49 образца 1949 года. Серийное производство ИЖ-54 началось в 1954 году.
В 1957 году на базе ИЖ-54 было разработано ружьё ИЖ-57 под патрон .16-го калибра.
С 1960 года начался экспорт ИЖ-54.
В декабре 1964 года стоимость серийного ружья ИЖ-54 составляла 90 рублей, штучного — от 170 до 250 рублей. В это время ружья этой модели продавались в охотничьих магазинах, магазинах спорттоваров, а также могли быть заказаны по почте и доставлены с завода через «Посылторг».
В 1967 году начались работы по модернизации ИЖ-54, в результате которых было создано ружьё ИЖ-26 (заменившее в производстве ИЖ-54).
Всего за пятнадцать лет производства (с 1954 до 1969 года) было выпущено 477 695 ружей ИЖ-54, более 70 тысяч из них были экспортированы (в частности, в Великобританию и США). После поездки Н. С. Хрущёва в США 15—27 сентября 1959 года отношения между США и СССР временно улучшились; в начале 1962 года был разрешён импорт ружей ИЖ-54 в США (их следовало заказывать через представительство «Amtorg Trading Corporation» в Нью-Йорке).
В январе 1980 года для ИЖ-54 был предложен съёмный диоптрический прицел.
В целом, ИЖ-54 сыграло большую роль в развитии оружейного производства в СССР. Это была первая бескурковая двустволка, выпускавшаяся в СССР крупными сериями. Кроме того, ИЖ-54 стало первой моделью ижевских охотничьих ружей, продававшейся в другие страны мира.

## Описание
Конструктивно, ИЖ-54 представляет собой ружьё с горизонтальным расположением стволов (длина которых на первых ружьях составляла 750 мм, а позднее 730 мм).
- дульное сужение левого ствола — «полный чок» (1,0 мм)[6].
- дульное сужение правого ствола — «получок» (0,5 мм)[6].

Масса ружья в зависимости от варианта исполнения составляла 3,2-3,6 кг, масса серийных ружей находилась в пределах от 3,3 до 3,6 кг.
Стволы изготовлены из стали марки 50А (ГОСТ 5160-49). Запирание стволов тройное: запорной планкой на два подствольных крюка и болтом Гринера на верхний крюк стволов.
Боевые пружины изготовлены из специальной хромованадиевой стали марки 50ХФА (ГОСТ 4543-48). Ложа прямая или пистолетная (на серийных ружьях из ореха или бука, на штучных — только из ореха). Цевьё отъёмное с рычажной защёлкой.
Затыльник приклада изготовлен из прочной пластмассы — волокнита.
Ружья ИЖ-54 спроектированы для стрельбы патронами в бумажной гильзе.

## Варианты и модификации
- ИЖ-54 — выпускалось в трёх вариантах исполнения: стандартный вариант (деревянные части из древесины бука, гравировкой не украшено); улучшенное исполнение (каналы стволов хромированы, деревянные части из древесины прямослойного ореха, украшено гравировкой) и штучное (каналы стволов хромированы, деревянные части из улучшенного ореха, украшено сложной художественной гравировкой)[11].
- ИЖ-57 — разработанное на базе ИЖ-54 двуствольное ружьё под патрон .16/70 мм с изменённым механизмом запирания, серийное производство которого началось в 1957 году[3].